# La Nou de Gaià
La Nou de Gaià (em catalão e oficialmente) ou La Nou de Gaya (em castelhano) é um município da Espanha, na comarca do Tarragonès, província de Tarragona, comunidade autónoma da Catalunha. Tem 4,3 km² de área e em 2021 tinha 616 habitantes (densidade: 143,3 hab./km²). Limita com os municípios de Vespella de Gaià, La Pobla de Montornès, Altafulla, La Riera de Gaià e El Catllar.